# Furna das Cabras (mar)
A Furna das Cabras (Mar) I é uma gruta portuguesa localizada na freguesia de São Caetano, Madalena do Pico, ilha do Pico, arquipélago dos Açores.
Esta cavidade apresenta uma geomorfologia de origem vulcânica em forma de tubo de lava localizado em arriba. Apresenta um comprimento de 128 m.

## Espécies observáveis
Trechus pereirai Coleoptera Carabidae